# BUMP OF CHICKEN I ＜1999-2004＞
『BUMP OF CHICKEN I [1999-2004]』（バンプ オブ チキン せんきゅうひゃくきゅうじゅうきゅう から にせんよん）は、BUMP OF CHICKENのベスト・アルバム。2013年7月3日にトイズファクトリーより発売された。

## 概要
同バンド初となるベスト・アルバム。藤原基央の誕生日の4月12日に発売が発表された。本作品には1999年から2004年までにリリースされたシングルA面曲全曲に、インディーズ時代のアルバム楽曲などが収録されている。選曲に関してはメンバーは「自分たちでは選べない」として関わっておらず、スタッフが選んでいる。
アートワークは蜷川実花が担当している。
オリコンチャートでは初登場1位を獲得。『BUMP OF CHICKEN II [2005-2010]』が初登場2位を獲得したため、2013年7月15日付週間ランキング1・2位を独占した。首位獲得は『COSMONAUT』に続き通算4作目。アルバムの1・2位独占は、バンド結成以来初となった。

## 収録曲
| 全作詞・作曲: 藤原基央、全編曲: BUMP OF CHICKEN。 |                                  |          |            |      |
| #                                                 | タイトル                         | 作詞     | 作曲・編曲 | 時間 |
| 1.                                                | 「ガラスのブルース」             | 藤原基央 | 藤原基央   | 6:20 |
| 2.                                                | 「くだらない唄」                 | 藤原基央 | 藤原基央   | 4:07 |
| 3.                                                | 「ランプ」                       | 藤原基央 | 藤原基央   | 4:37 |
| 4.                                                | 「K」                            | 藤原基央 | 藤原基央   | 3:56 |
| 5.                                                | 「ダイヤモンド」                 | 藤原基央 | 藤原基央   | 4:35 |
| 6.                                                | 「天体観測」                     | 藤原基央 | 藤原基央   | 4:25 |
| 7.                                                | 「ハルジオン」                   | 藤原基央 | 藤原基央   | 4:38 |
| 8.                                                | 「Stage of the ground」          | 藤原基央 | 藤原基央   | 5:37 |
| 9.                                                | 「スノースマイル」               | 藤原基央 | 藤原基央   | 5:13 |
| 10.                                               | 「ロストマン」                   | 藤原基央 | 藤原基央   | 5:05 |
| 11.                                               | 「sailing day」                  | 藤原基央 | 藤原基央   | 4:06 |
| 12.                                               | 「アルエ」                       | 藤原基央 | 藤原基央   | 4:23 |
| 13.                                               | 「オンリー ロンリー グローリー」 | 藤原基央 | 藤原基央   | 4:46 |
| 14.                                               | 「車輪の唄」                     | 藤原基央 | 藤原基央   | 4:24 |
| 合計時間:                                         | 合計時間:                        | 66:12    |            |      |

### 楽曲解説
1. 「ガラスのブルース」
1stアルバム『FLAME VEIN』収録曲。
2. 「くだらない唄」
1stアルバム『FLAME VEIN』収録曲。
3. 「ランプ」
1stシングル。インディーズ時代に発表された唯一のシングルであり、現在は廃盤となっている。
4. 「K」
2ndアルバム『THE LIVING DEAD』収録曲。
5. 「ダイヤモンド」
メジャーデビューシングル。
6. 「天体観測」
3rdシングル。
7. 「ハルジオン」
4thシングル。
8. 「Stage of the ground」
3rdアルバム『jupiter』収録曲。
9. 「スノースマイル」
5thシングル。
10. 「ロストマン」
6thシングル1曲目。
11. 「sailing day」
6thシングル2曲目。
12. 「アルエ」
1stアルバム『FLAME VEIN』収録曲。7thシングルとしてカット。
13. 「オンリー ロンリー グローリー」
8thシングル。
シングルバージョンで収録。
14. 「車輪の唄」
4thアルバム『ユグドラシル』収録曲。9thシングルとしてリカット。本作にはシングルバージョンで収録。

- 隠しトラック（15曲目）に「faraway」が収録されている。無音が9分44秒続いた後に始まる。歌詞カードは、CDケースの、ディスクをはめ込むプラスチックの部分の下に隠されており、外すことで閲覧できる。